# جيون هيجين
1. ↑  MusicBrainz (بالإنجليزية), MetaBrainz Foundation, QID:Q14005

جيون هيجين (بالكورية: 전희진)‏; من مواليد 19 أكتوبر 2000)، والمعروفة باسم هيجين هي مغنية كورية جنوبية. وهي عضوة في فرقة الفتيات لوونا ووحدتها الفرعية Loona 1/3 وآرتمس. 

## حياتها
ولدت جيون هيجين في التاسع عشر من أكتوبر 2000 في دايجون، كوريا الجنوبية، وهي الأصغر بين ثلاثة فتيات. تخرجت من مدرسة هانسونغ الثانوية للبنات في عام 2019 

## حياتها المهنية

### 2016-2022: ترسيمها مع لوونا
قالب:Loonaفي 26 سبتمبر 2016، أعلنت بلوكبيري كريتيف أن هيجين ستكون أول عضوة في فرقة الفتيات القادمة لوونا.  كجزء من إستراتيجية قبل الترسيم للفرقة، قامت هيجين بإصدار ألبومها المنفرد الأول HeeJin مع أغنية ترسيمها "Vivid" في الخامس من اكتوبر 2016
في نوفمبر 2016، شاركت هيجين في أغنية "I'll Be There" في الألبوم المنفرد الأول لعضوة لوونا هيونجين.  كما شاركن هيجين وهيونجين لاحقًا في أغنية "The Carol" التي تم إصدارها كجزء من ألبوم ترسيم عضوة لوونا هاسُل في ديسمبر 2016  في يناير 2017، شاركت هيجين مرة أخرى مع هيونجين في أغنية "My Sunday" التي تم إصدارها كجزء من ألبوم ترسيم عضوة لوونا يوجين . 
في 14 فبراير 2017، تم الإعلان عن ترسيم هيجين في الوحدة الفرعية الأولى للوونا Loona 1/3 مع العضوات هيونجين وهاسُل وڤيڤي. بعد ذلك ترسمت الفرقة الفرعية في الثالث عشر من مارس مع ألبومهن المصغر " Love & Live ".  في أكتوبر، قامت هيجين بتجربة أداء برفقة عضوات لوونا هيونجين وهاسُل في برنامج الإقصاء Mix Nine.  اجتاز كل من هيجين وهيونجين تجربة الأداء، واستمرت هيجين كمشاركة حتى الحلقة الأخيرة، حيث احتلت المركز الرابع بين المشاركات الإناث. 
في 30 مارس 2018، شاركت هيجين في أغنية "Rosy" جنبًا إلى جنب مع عضوات لوونا قوون وهيجو (اسمها الفني آنذاك كان أوليفيا هاي)، والتي كانت جزءًا من ألبوم ترسيم أوليفيا هاي.  ترسمت هيجين رسميًا مع لوونا كفرقة كاملة في 20 أغسطس 2018 مع إصدار أول البوم مصغر لهن <i id="mwRQ">[+ +]</i> . 
في الثامن والعشرين من نوفمبر 2022، قمن تسعة عضوات من لوونا، منهن هيجين، بتقديم طلب للحصول على أمر قضائي لتعليق عقودهم الحصرية مع بلوكبيري كريتيف، بعد طرد العضوة تشوو قبل ثلاثة أيام. 

### من 2023 إلى الآن: انضمامها إلى مودهاوس والأنشطة الفردية
في 13 يناير 2023، أُعلن أن هيجين، برفقة عضوات فرقة لوونا الفرعية اود آي سيركل كيم ليب وجينسول وتشيري، قد حصلن على أمر قضائي بإنهاء عقودهن مع بلوكبيري كريتيف.  في السابع عشر من مارس 2023، وقعت هيجين عقدًا حصريًا مع مودهاوس.  ترسمت هيجين بألبومها المصغر الأول " K " في  31 أكتوبر 2023.

## ديسكوغرافيا

### البومات مُصغرة
| عنوان | تفاصيل                                                                                        | مواقف الرسم البياني الذروة | مبيعات        |
| عنوان | تفاصيل                                                                                        | كور </br>                  | مبيعات        |
| ----- | --------------------------------------------------------------------------------------------- | -------------------------- | ------------- |
| ك     | - تاريخ الإصدار: 31 أكتوبر 2023 - العلامة: مودهاوس - التنسيقات: قرص مضغوط ، تنزيل رقمي ، تدفق | 14                         | - كور: 23,712 |